# Creo Parametric
Creo Parametric，舊稱Pro/ENGINEER，是美国PTC（ Parametric Technology Corporation）推出的一款EDA工具，主要用于三维制图、建模，在复杂的三维模型设计方面有优势。该软件是第一个运用“参数化设计”、“实体造型”“特征导向”思想的三维设计软件，即用有限个数的参数去约束模型，而不用担心模型有多么复杂。该软件运行在WINDOWS上。
为了和新的“Creo”设计工具集统一名称，Pro/ENGINEER在2010年8月改名为「Creo Elements/Pro」,2011年6月再改名為「Creo Parametric」

## 版本歷史
| 名稱                           | 版本 | 日期           |
| ------------------------------ | ---- | -------------- |
| Pro/ENGINEER Release 1.0       | 1    | 1987年         |
| Pro/ENGINEER Release 8.0       | 8    | 1991年         |
| Pro/ENGINEER Release 9.0       | 9    | 1992年         |
| Pro/ENGINEER Release 10.0      | 10   | 1993年         |
| Pro/ENGINEER Release 11.0      | 11   | 1993年         |
| Pro/ENGINEER Release 12.0      | 12   | 1993年         |
| Pro/ENGINEER Release 13.0      | 13   | 1994年         |
| Pro/ENGINEER Release 14.0      | 14   | 1994年         |
| Pro/ENGINEER Release 15.0      | 15   | 1995年         |
| Pro/ENGINEER Release 16.0      | 16   | 1996年         |
| Pro/ENGINEER Release 17.0      | 17   | 1997年         |
| Pro/ENGINEER Release 18.0      | 12   | 1997年         |
| Pro/ENGINEER Release 19.0      | 19   | 1998年         |
| Pro/ENGINEER Release 20.0      | 20   | 1998年         |
| Pro/ENGINEER 2000i             | 21   | 1999年         |
| Pro/ENGINEER 2000i2            | 22   | 2000年         |
| Pro/ENGINEER 2001              | 23   | 2001年         |
| Pro/ENGINEER Wildfire          | 24   | 2002年         |
| Pro/ENGINEER Wildfire 2.0      | 25   | 2004年         |
| Pro/ENGINEER Wildfire 3.0      | 27   | 2006年         |
| Pro/ENGINEER Wildfire 4.0      | 29   | 2008年         |
| Pro/ENGINEER Wildfire 5.0      | 31   | 2009年         |
| Creo Elements/Pro 5.0 （M065） | 31   | 2010年10月     |
| Creo Parametric 1.0            | 32   | 2011年6月11日  |
| Creo Parametric 2.0            | 33   | 2012年4月9日   |
| Creo Parametric 3.0            | 34   | 2014年6月17日  |
| Creo Parametric 4.0            | 35   | 2016年12月15日 |
| Creo Parametric 5.0            | 36   | 2018年3月19日  |
| Creo Parametric 6.0            | 37   | 2019年3月26日  |
| Creo Parametric 7.0            | 38   | 2020年         |
| Creo Parametric 8.0            | 39   | 2021年         |

## CPU利用率
這個系統開發的歷史可以回溯至1980年代，其系統設計的模型幾何決定，係依順序逐一計算模型所累積的各個參數特徵（Feature）歷史而得到最後的結果。這個具有高度依賴循序特性的過程，本質上很難套用計算機平行處理技術。因此，可以說這一類基於特徵的實體模型系統，在計算特徵累積的過程中，都不是由多個執行緒平行處理的。然而現代的程式系統，可以說幾乎都是多執行緒的，也包括當前的Creo版本在內，只是在幾何計算的過程，難以被平行化處理。
隨著1990年代中期，採用x86軟、硬體的個人電腦計算能力逐步與採用UNIX為作業系統的工作站相當時，PTC公司已逐步將之過渡到以Ｗindows作業系統為主。對軟體圖形介面的支援也從過去工作站所共同支援的OpenGL，轉為微軟為Ｗindows開發的OpenCL。在Windows OpenCL之前推出的舊版本，在圖形上仍受 OpenGL支援，但不同圖形處理器廠商的硬體支援，結果可能略有差異。

在這種計算特性的基礎上，處理器核心的效能，具有較高頻率者，理論上可以較短的時間得出計算結果。然而由於硬體的複雜性，使得結果不如此簡單。不同CPU代號的頻率規格比較，並不簡單或單一地決定其最終效能。
這個系統另一個常見被使用者詬病的問題可能是穩定性。由開發歷史的時序以及客觀需要來看，這個系統最初以及最主要的部分，是以C語言寫成。由於C語言的特性以及系統本身的複雜性，除錯始終是負擔很大的工作。
選IPC 低的CPU產品經常導致畫面反應緩慢、甚至當機頻頻。
驗證方式：使用曲面作雙軸向大量陣列（如繪製產品表面紋路），即可證明其只能利用單核心運作（只跑一個執行序）

## IPC 低的CPU產品
2016/4月 以前的全線 AMD CPU 

低階intel CPU ，如:2016/4月 以前發表的 Celeron、Pentium。